# 平和町

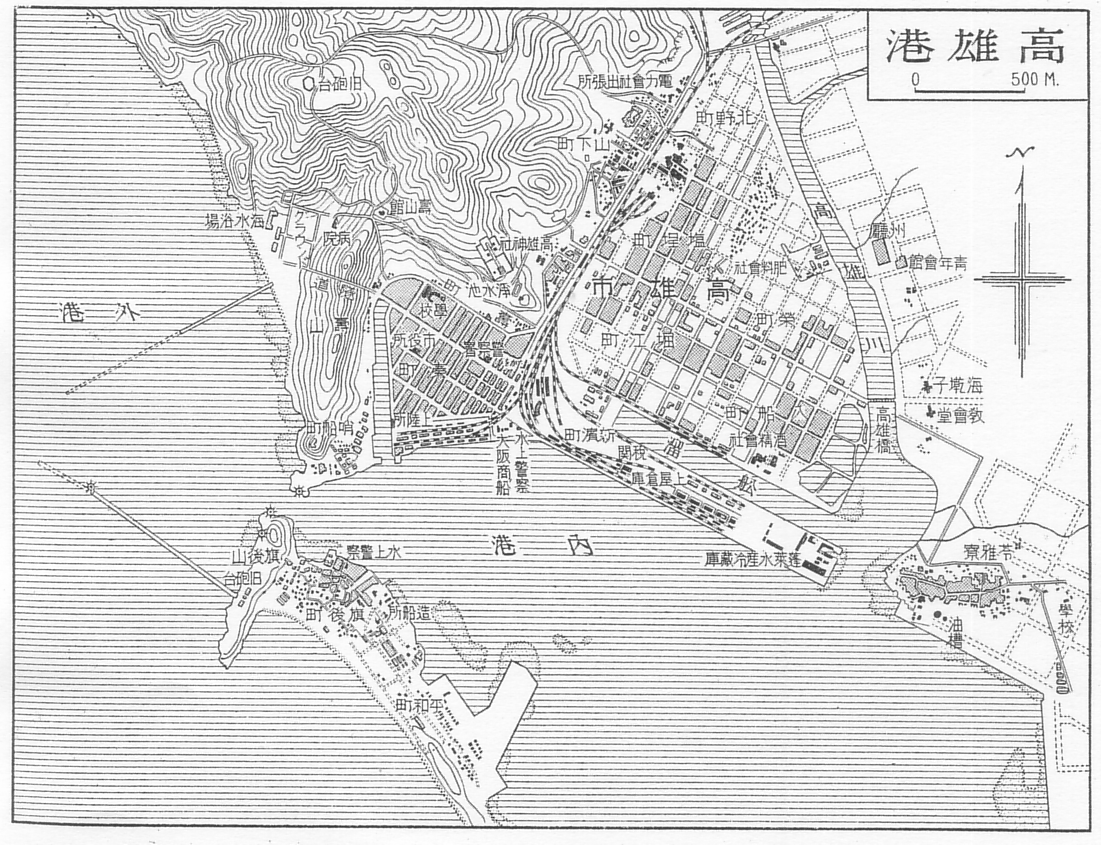
1930年左右的高雄地圖，可見當時的高雄市各町。

平和町是台灣日治時期高雄市的行政區劃之一，共分一～五丁目，在旗後町之南、綠町之北，因為町內的平和街而得名。約等於今之旗津區慈愛里，以及中華、實踐、復興等里北側所轄範圍。
1933年時，平和町有人口3745人，其中有1291名「內地人」（日本本土人）。

## 町內設施
- 高雄第一公學校→平和國民學校（現旗津國小）
- 平和家屋 ，打狗支廳及臺灣婦人慈善會等團體出資興建的細民家屋（貧民住宅），已安置為解決鼠疫而被拆毀髒亂房舍的旗后居民。1907年落成，是臺灣最早建的公共住宅，命名為「平和」是為紀念推動此規劃的後藤新平與其夫人安場和子，一說這是也平和町的名稱由來。[2] [3]
- 臺灣總督府交通局高雄築港出張所
- 臺灣總督府交通局高雄築港出張所平和町官舍群，現為高雄市歷史建築[4]
- 高雄築港出張所船舶機械修造工場，現址為國立高雄科技大學旗津校區
- 築港神社，位於'高雄築港出張所船舶機械修造工場內[5]